# 印度尼西亞國家體育委員會
印度尼西亞國家體育委員會簡稱KONI，是印尼的國家奧林匹克委員會。該組織成立於1946年，是國際奧委會和亞洲奧林匹克理事會的成員。1952年，他們首度派員參加在芬蘭赫爾辛基舉行的夏季奧運會。
現時，印度尼西亞國家體育委員會的總部設在首都雅加達，主席為Rita Subowo。

## 資料來源
1. ↑  .   [2014-01-28]. （原始内容存档于2009-01-06）.

## 外部連結
- [hhttps://koni.or.id/ 官方網頁]（页面存档备份，存于）